# 7 perc éjfélig (Hősök)
A 7 perc éjfélig a Hősök című amerikai televíziós sorozat nyolcadik epizódja. Amerikában először 2006. november 13-án sugározták.

## Cselekmény
|  | Alább a cselekmény részletei következnek! |

Mohinder Indiában szórja el az apja hamvait. Fura álmokat lát, Megtudja, hogy volt egy lánytestvére, Shanti, de meghalt. Álmában látja, ahogy az apja meghal, és egy kisfiút is állandóan lát. Mikor felébred kinyitja a füzetben lévő kulccsal a fiókot, amiben talál egy mappát...
Eden gondozza Isaacet. Nála vannak a festményei is, és Eden megígéri Isaacnek, hogy megtanítja majd festeni drog nélkül. Mr. Bennet odamegy Isaachez. Eden tájékoztatja, hogy Isaac már tiszta, viszont még akarja a heroint. Bennet segítséget kér Isaactől. Drogot ajánl neki, hogy fesse le a jövőt, mert nagyon félti Claire-t. Isaac ellöki magától a drogot és nem akar segíteni. Bennet elmeséli, hogyan fogadták örökbe Claire-t, így Isaac úgy dönt, hogy segít, de csak drogok nélkül. Sajnos nem sikerül neki, ezért Bennet mindenképp be akarja neki adni a drogot. Eden-t kényszeríti a feladatra, aki visszakozik, de megteszi. Annyit látunk, hogy valamit odasúg Isaac fülébe, azután pedig Isaac magától megteszi.
Egy felszolgáló lány Oklahomában különös módon, mostanában mindenre emlékszik, nagyon gyorsan tanul. Pont Hironak és Andonak szolgálja fel az ételt. Az étteremben Sylar is jelen van… Hiro és a lány összebarátkoznak, Hiro japánul tanítja, és a lány szinte folyékonyan beszéli a nyelvet egy kis idő után. Sajnos a dolgok nem jól alakulnak. Amikor a lány a raktárba megy, a fejéről elkezd csorogni a vér, és meghal. Sylar tette. Hiro észreveszi, hogy pontosan úgy halt meg, ahogy Isaac a jövőben. Hiro mindenképpen tenni szeretne valamit, mert nagyon sajnálja a lányt, ezért úgy dönt, hogy visszamegy az időben, hogy megmentse. Eltelik egy kis idő, és a falon lévő képeken Hiro ott van a lánnyal…
Ted-et fogva tartja az FBI. Matt kapja a feladatot, hogy kikérdezze. Matt viszont csak felidegesíti, amitől megint nagy lesz a sugárzás a teremben. Azután Matt lenyugtatja és ráveszi Tedet, hogy kezdje az elejénél. Megmutatja Ted a nyakán lévő sebhelyet, pontosan olyan, amilyen Mattnek is van. Teddel néhány hónappal ezelőtt pontosan ugyanaz történt, mint Mattel, találkozott a Haitival és kimaradt egy-két nap. Ted csak annyit kér Mattől, hogy találja meg a Haitit, mert közben Tedet elviszik, mert azt hiszik bűnöző. Janice otthon kénytelen bevallani Mattnek, hogy megcsalta őt. Este azonban csörög a telefon, hogy Ted meglépett a börtönből. Minden lángokban áll.

## Elbeszélés
Az epizód elején: A Föld nagy. Elég nagy ahhoz, hogy azt gondold, bármi elől elbújhatsz. A sors elől, Isten elől. De csak akkor, ha találsz egy elég távoli helyet. Így hát futsz. A világ végére, ahol minden újra biztonságos, csendes és meleg. A sós szellő vigasza, a magunk mögött hagyott veszély, a bánat luxusa. És talán egy pillanatra azt hiszed, hogy sikerült elszöknöd.
Az epizód végén: Elfuthatsz messzire. Megteheted a kis óvintézkedéseidet. De valóban sikerült elmenekülni? Megszökhetsz valaha is? Vagy az az igazság, hogy nincs meg az erőd vagy a furfangod ahhoz, hogy elbújj a végzet elől? De nem a világ a kicsi. Te vagy az. És a sors bárhol megtalálhat.

## Érdekességek
Ebben az epizódban kiderül, hogy Noah Bennet nem azért fogadta örökbe Claire-t, hogy kísérletezhessen rajta.
Kiderül, hogy Mohinder Sureshnek volt egy lánytestvére, akit Shantinak hívtak. A 2. évad mondhatni, hogy a Shanti vírus köré épül, amit erről a lányról neveztek el.